# Імені П'яскорського
і́мені П'яско́рського — пасажирський зупинний пункт Козятинської дирекції Південно-Західної залізниці.
Розташований на околиці села Городища Шепетівського району Хмельницької області на лінії Шепетівка — Старокостянтинів I між станціями Шепетівка-Подільська (4 км) та Чотирбоки (14 км), на лінії Шепетівка — Юськівці між станціями Шепетівка-Подільська (4 км) та Ізяслав (18 км).
Відстань до ст. Шепетівка — 9 км, до ст. Старокостянтинів I — 61 км, до ст. Тернопіль — 148 км.
Названий на честь радянського сапера, уродженця села Городище, П'яскорського Миколи Станіславовича.
В 2023 році «Укрзалізниця» звернулася до Судилківської сільської ради Шепетівського району Хмельницької області з проханням перейменувати зупинний пункт Імені П'яскорського на зупинний пункт Городище